# District de Malakand
Le district de Malakand (en ourdou : ملاکنڈ ; en pachto : ملاکنډ) également appelé Zone protégée de Malakand (en anglais : Malakand Protected Area) est une subdivision administrative de la province Khyber Pakhtunkhwa au Pakistan. Constitué autour de sa capitale Batkhela, le district est entouré par le district du Bas-Dir au nord, les districts de Swat et de Buner à l'est et les districts de Mardan et de Charsadda au sud. Enfin, le district est frontalier à l'ouest des régions tribales avec les deux districts de Mohmand et de Bajaur.
Le district de Malakand est surtout peuplé par des Pachtounes et compte près de 830 000 habitants en 2023. Il est le plus petit de la province de Khyber Pakhtunkhwa mais représente un lieu stratégique, notamment de par sa proximité aux régions tribales. Le district a aussi été touché par les attentats et opérations militaires liés à l'insurrection islamiste.

## Histoire
La région de Malakand a été sous la domination de diverses puissances au cours de l'histoire, notamment le Sultanat de Delhi puis l'Empire moghol. Elle a ensuite été prise par l'Empire sikh en 1818, puis en 1848, elle est conquise par le Raj britannique. Dans son acceptation large, le nom de « Malakand » renvoie à d’anciennes subdivisions administratives beaucoup plus larges que le petit district actuel. Dans l'histoire, on trouve le nom orthographié « Malakhand » et « Mulah Khandao », dérivés des mots mollah et Khandao.
En 1947, Malakand est intégré au Pakistan à la suite de la partition des Indes, bien que la zone ait longtemps soutenu le mouvement Khudai Khidmatgar qui s'était opposé au mouvement pour le Pakistan. Des minorités hindoues et sikhes quittent alors la région pour rejoindre l'Inde, tandis que des migrants musulmans venus d'Inde s'y installent.

## Géographie

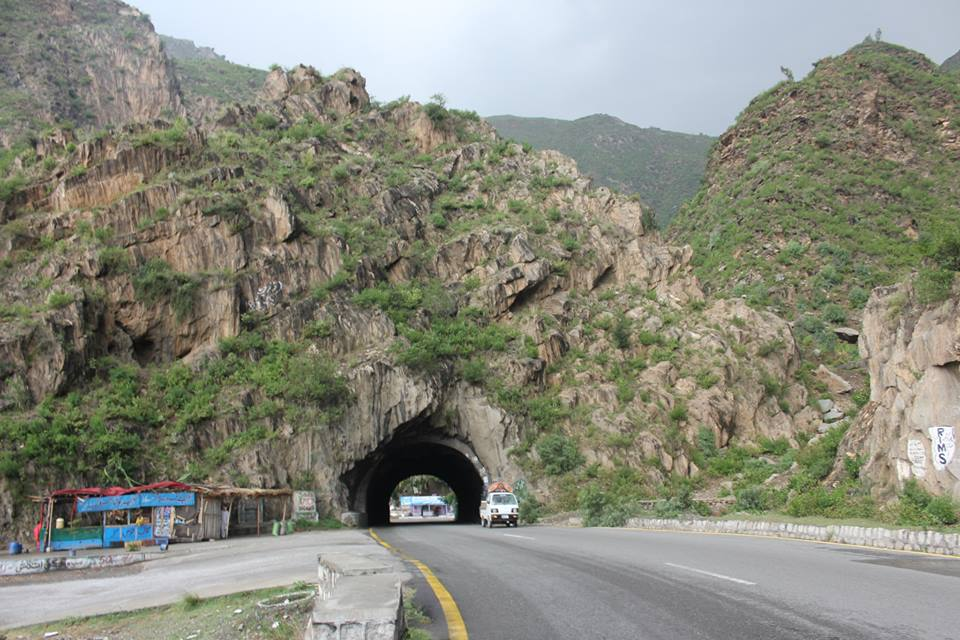
Un tunnel traversant le col de Malakand.

Le district de Malakand est le plus petit de la province de Khyber Pakhtunkhwa et l'un des plus petits du pays. C'est une zone montagneuse, qui comprend des forêts et des terres fertiles et humides. Il est irrigué par la rivière Swat qui provient de la vallée portant le même nom au nord-est. C'est aussi une zone stratégique, qui se trouve au cœur des tribus du nord-ouest du Pakistan.  

## Démographie
Lors du recensement de 1998, la population du district a été évaluée à 452 291 personnes, dont environ 10 % d'urbains, contre 33 % au niveau national et 17 % au niveau provincial. Le taux d'alphabétisation était de 40 % environ, soit moins que la moyenne nationale de 44 % mais mieux que la moyenne provinciale de 35 %. Il se situait à 55 % pour les hommes et 23 % pour les femmes, soit un différentiel de 32 points, le même que la moyenne provinciale mais bien supérieur aux 23 points pour l'ensemble du pays,.
Le recensement suivant mené en 2017 pointe une population de 720 295 habitants, soit une croissance annuelle de 2,47 %, inférieure à la moyenne provinciale de 2,89 % mais supérieure à la moyenne nationale de 2,4 %. Le taux d'urbanisation baisse un peu, à 9 % mais l'alphabétisation grimpe à 62 %, dont 74 % pour les hommes et 49 % pour les femmes. En 2023, la population atteint 826 250 habitants.
Selon le recensement de 2023, l'alphabétisation est stable à 62 % des habitants, largement supérieure à la moyenne de la province de 51 %, dont 72 % pour les hommes et 51 % pour les femmes.
La population du district est majoritairement d'ethnie pachtoune et la langue la plus parlée est le pachto, à hauteur de 98 % des habitants, comme pour la plupart de la province.
Plus de 99 % de la population est musulmane, mais on trouve de petites minorités, dont presque 2 100 chrétiens et 86 hindous selon le recensement de 2023.

## Administration

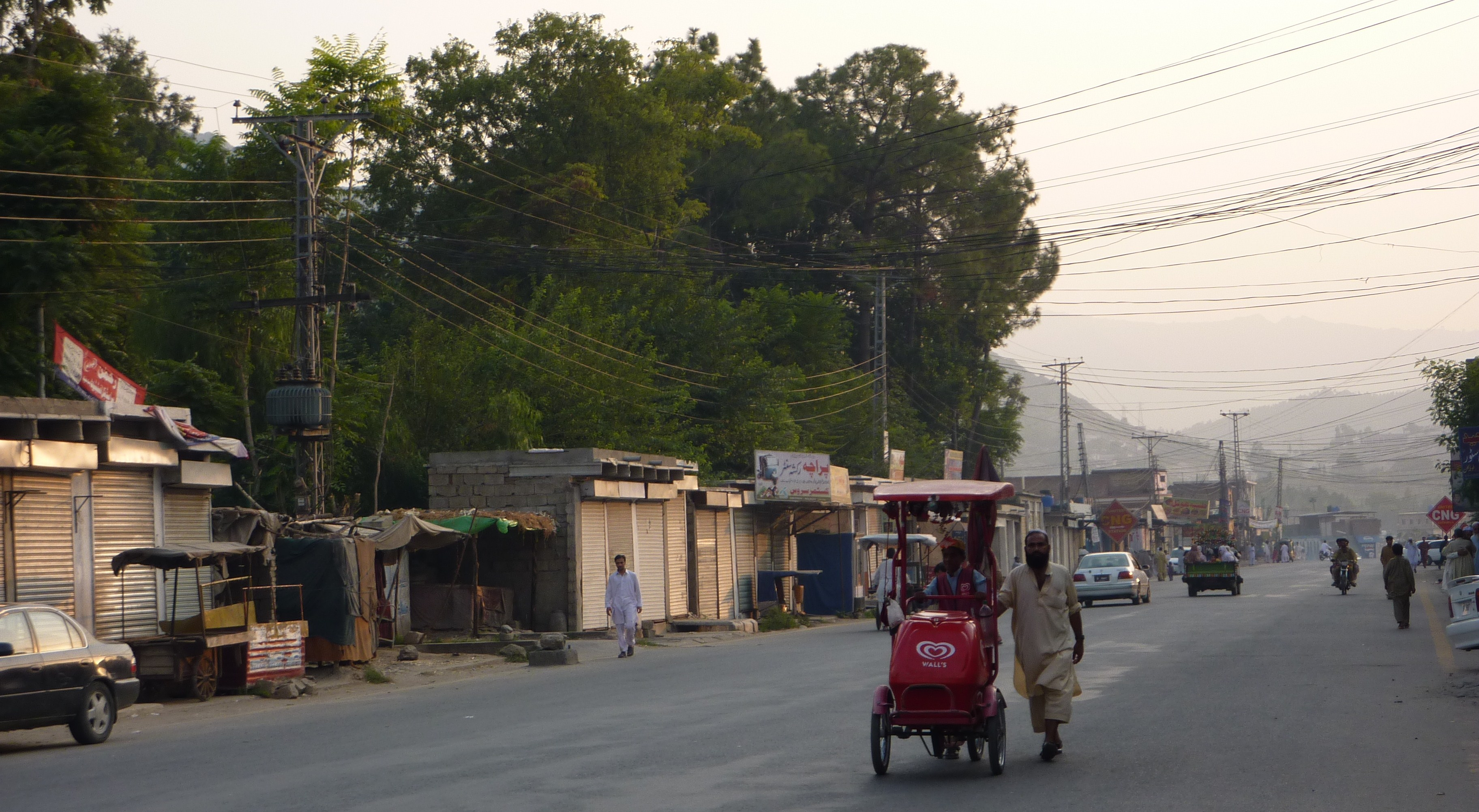
La ville de Batkhela en 2009.

Le district est divisé en deux tehsils, Batkhela et Dargai, ainsi que 28 Union Councils et 82 municipalités. En 2023, le district ne compte qu'une seule ville, la capitale Batkhela, qui regroupe à elle seule près de 9 % de la population totale du district. Elle comptait 38 222 habitants d'après le recensement de 1998 et 68 200 en 2017.
| Ville    | Population (rec. 2023) |
| -------- | ---------------------- |
| Batkhela | 73 525                 |

Il ne faut pas confondre l'actuel district de Malakand avec la « division de Malakand », subdivision disparue entre 2000 et 2008. Elle comprenait les districts de Bas-Dir, Haut-Dir, Buner, Shangla, Malakand, Chitral et surtout de Swat.

## Conflit militaire

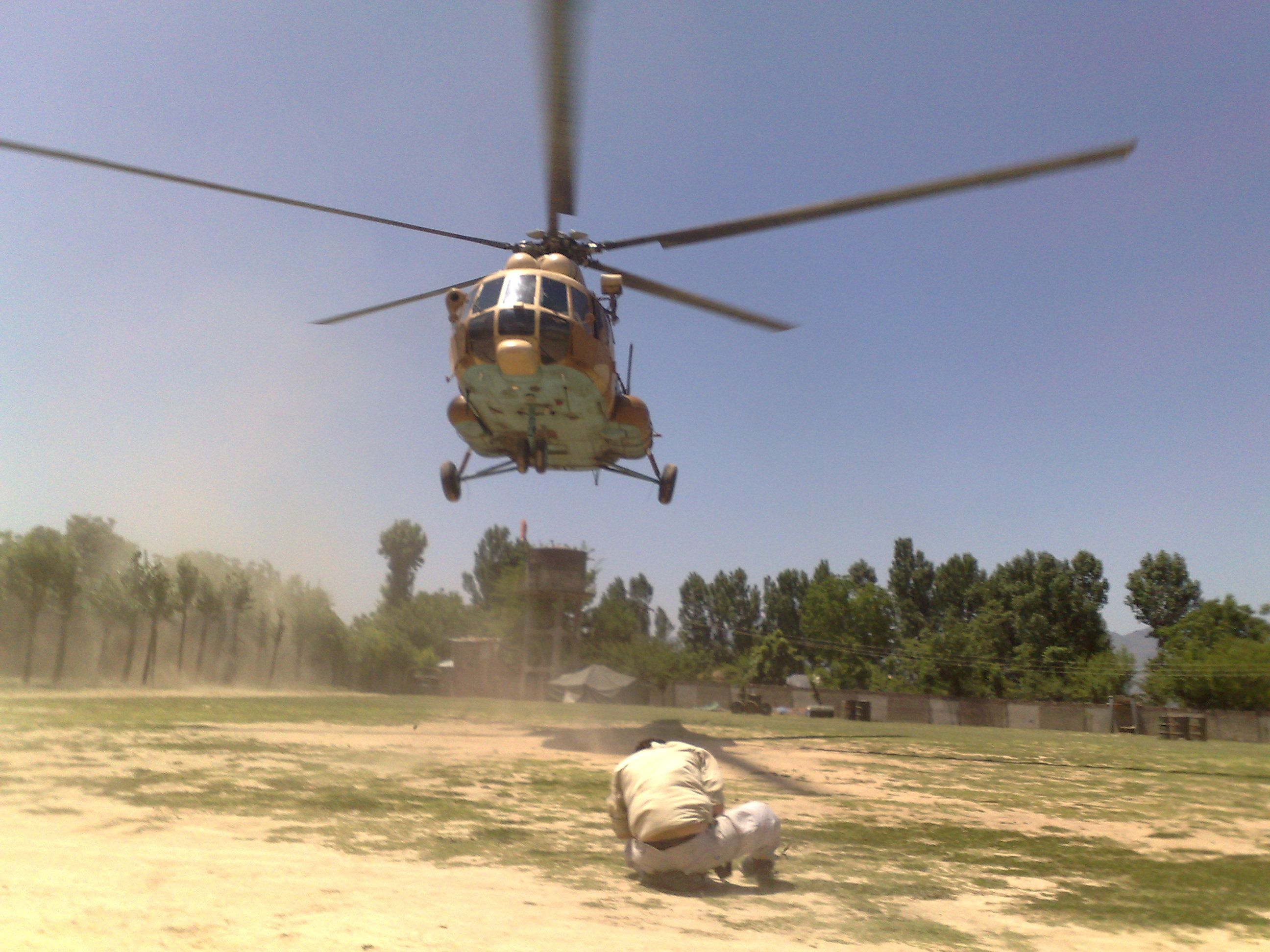
Un Mil Mi-8 de l'armée pakistanaise sur le point culminant de la vallée de Swat voisine, lors des opérations militaires de 2009.

À cause de sa proximité avec les régions tribales et surtout du district de Swat, Malakand est au centre de l'insurrection islamiste. Entre 2007 et 2009, les talibans du Tehrik-e-Nifaz-e-Shariat-e-Mohammadi dirigé par Maulana Fazlullah s'emparent d'une grande partie de la région. Dans le cadre de négociations avec les autorités, ils mettent en place la charia grâce à la réglementation Nizam-e-Adl implantée au sein de la « division de Malakand », qui comprend notamment ce district et celui de Swat. 
Cet accord vole cependant rapidement en éclats alors que les talibans essayent de s'étendre. Les plus importants combats à Malakand se déroulent en 2009, quand l'armée pakistanaise réagit en lançant une vaste opération militaire dans le cadre de la Seconde bataille de Swat et reprend totalement la région.

## Politique
Le district est représenté par les deux circonscriptions no 98 et 99 à l'Assemblée provinciale de Khyber Pakhtunkhwa. Lors des élections législatives de 2008, elles ont été remportées par deux candidats du Parti du peuple pakistanais (PPP), et durant les élections législatives de 2013, par respectivement un candidat du PPP et un du Mouvement du Pakistan pour la justice.
Avec le redécoupage électoral de 2018, Malakand est représenté par la circonscription no 8 à l'Assemblée nationale et par les deux circonscriptions no 18 et 19 à l'Assemblée provinciale. Lors des élections de 2018, elles sont remportées par trois candidats du Mouvement du Pakistan pour la justice. 
| Parti                                       | Voix (national) | %       | Élus nationaux | Élus provinciaux |
| ------------------------------------------- | --------------- | ------- | -------------- | ---------------- |
| Mouvement du Pakistan pour la justice       | 81 788          | 44,89 % | 1              | 2                |
| Parti du peuple pakistanais                 | 44 091          | 24,20 % | 0              | 0                |
| Muttahida Majlis-e-Amal                     | 32 059          | 17,60 % | 0              | 0                |
| Parti national Awami                        | 11 501          | 6,31 %  | 0              | 0                |
| Autres partis                               | 4 725           | 2,60 %  | 0              | 0                |
| Indépendants                                | 8 031           | 4,41 %  | 0              | 0                |
| Total exprimés (participation : 48,24 %)    | 182 195         | 100 %   | 1              | 2                |
| Source : Commission électorale du Pakistan. |                 |         |                |                  |